# Junonia tegea
Junonia tegea är en fjärilsart som beskrevs av Hans Fruhstorfer 1912. Junonia tegea ingår i släktet Junonia och familjen praktfjärilar. Inga underarter finns listade i Catalogue of Life.